# Mazda 929
Mazda 929 – samochód osobowy produkowany przez japońską firmę Mazda w latach 1973–1995. Początkowo przynależał do klasy średniej, następnie średniej-wyższej. Dostępny jako 2-drzwiowe coupé oraz 4-drzwiowy sedan.  W latach 1984–1987 model 929 był produkowany także w wersji kombi. Do napędu używano silników: R4, V6 oraz motorów z tłokiem obrotowym. Moc przenoszona była na oś tylną poprzez 4-biegową automatyczną lub 5-biegową manualną skrzynię biegów. Powstało pięć generacji modelu.

## Dane techniczne ('86 929 3.0 V6)

### Silnik
- V6 3,0 l (2954 cm³), 4 zawory na cylinder, DOHC
- Układ zasilania: b/d
- Średnica cylindra × skok tłoka: 90,00 mm × 77,40 mm
- Stopień sprężania: 8,9:1
- Moc maksymalna: 193 KM (142 kW) przy 5600 obr./min
- Maksymalny moment obrotowy: 259 N•m przy 4500 obr./min

### Osiągi
- Przyspieszenie 0-100 km/h: b/d
- Prędkość maksymalna: b/d

## Dane techniczne ('92 929 3.0 V6)

### Silnik
- V6 3,0 l (2954 cm³), 4 zawory na cylinder, DOHC
- Układ zasilania: wtrysk
- Średnica cylindra × skok tłoka: 90,00 mm × 77,40 mm
- Stopień sprężania: 9,2:1
- Moc maksymalna: 193 KM (145 kW) przy 6000 obr./min
- Maksymalny moment obrotowy: 271 N•m przy 3500 obr./min

### Osiągi
- Przyspieszenie 0-100 km/h: 9,3 s
- Prędkość maksymalna: 217 km/h

## Galeria

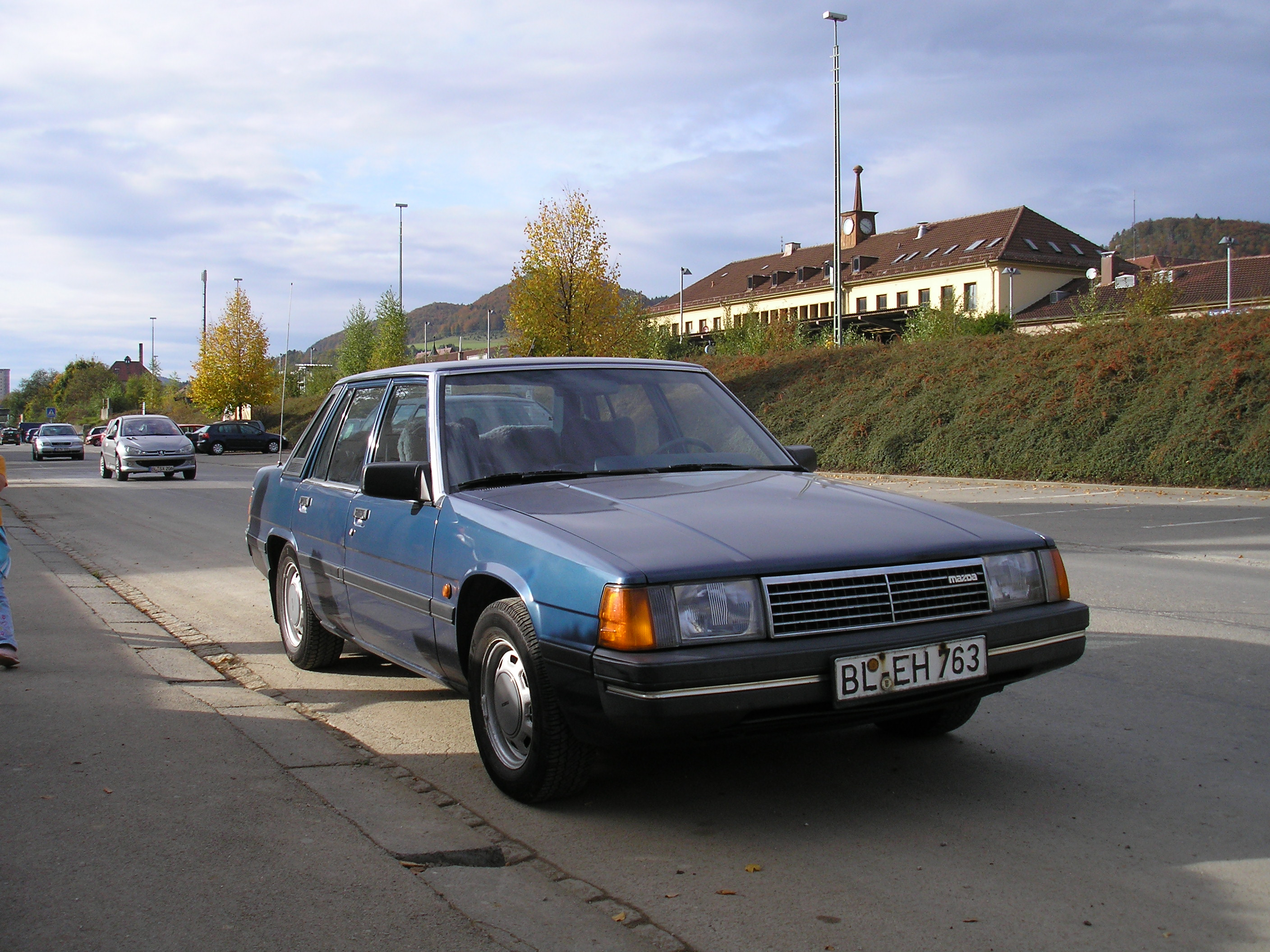
'84 Mazda 929
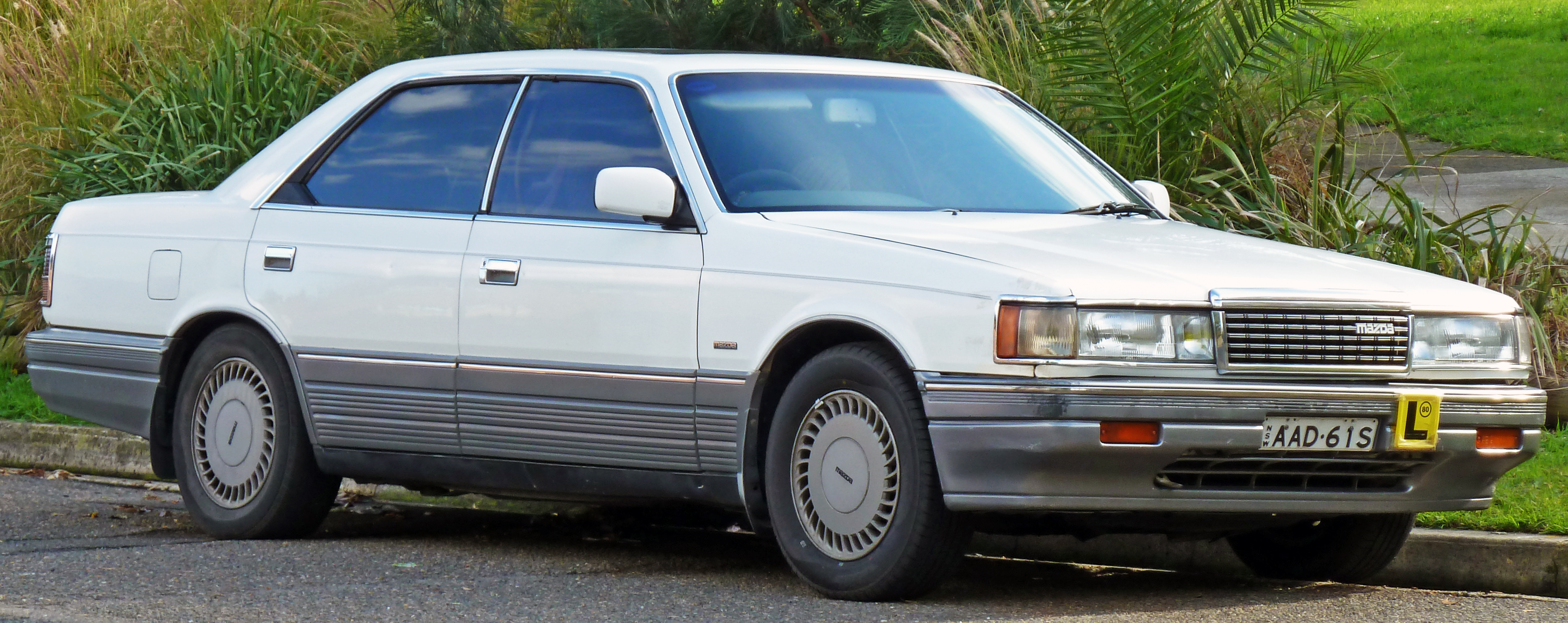
"87-'89 Mazda 929
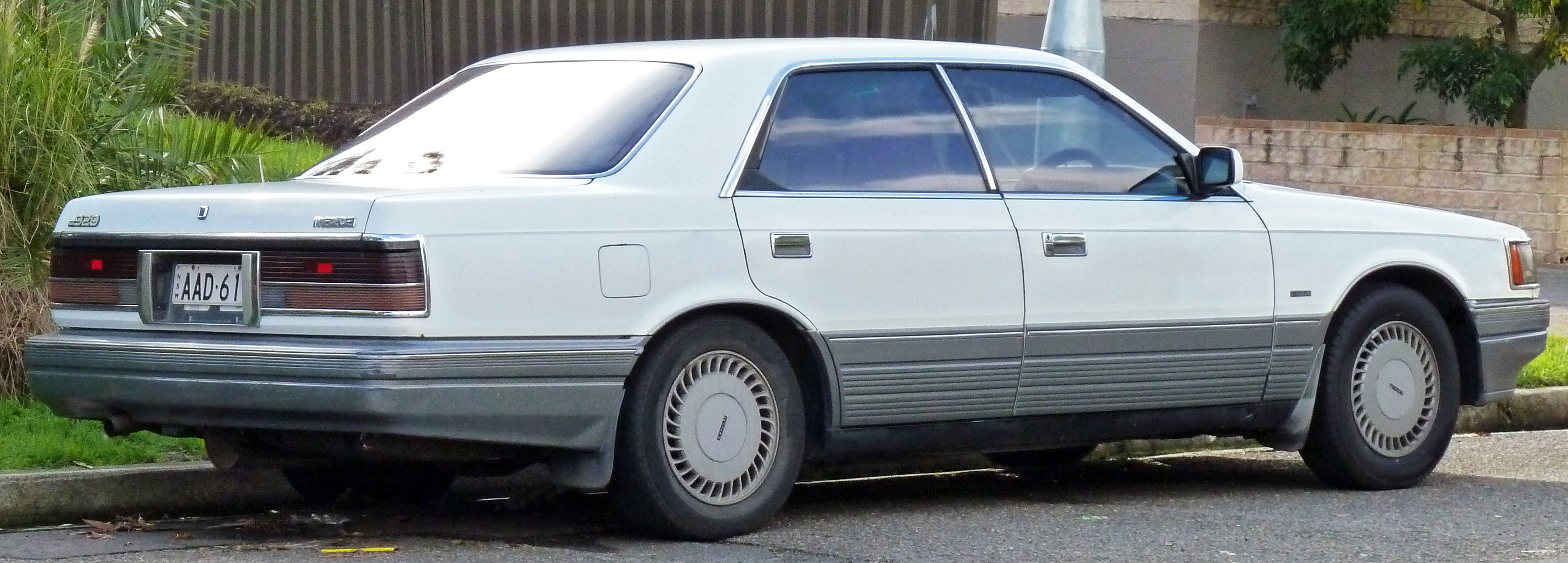
"87-'89 Mazda 929
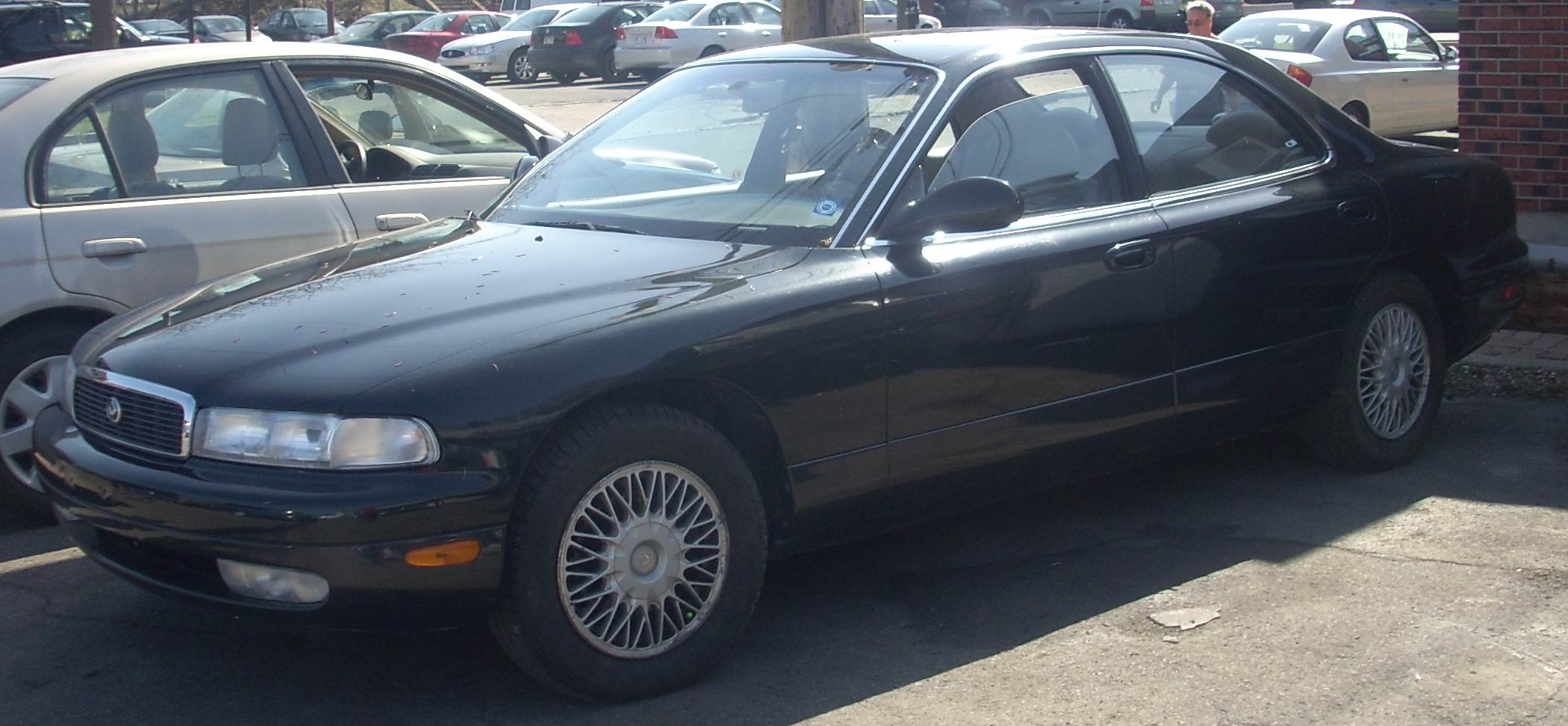
'92 Mazda 929 Serenia